# August Scharrer
August Christian Karl Scharrer (* 18. Oktober 1866 in Straßburg; † 24. Oktober 1936 in Fürth) war ein deutscher Dirigent und Komponist.

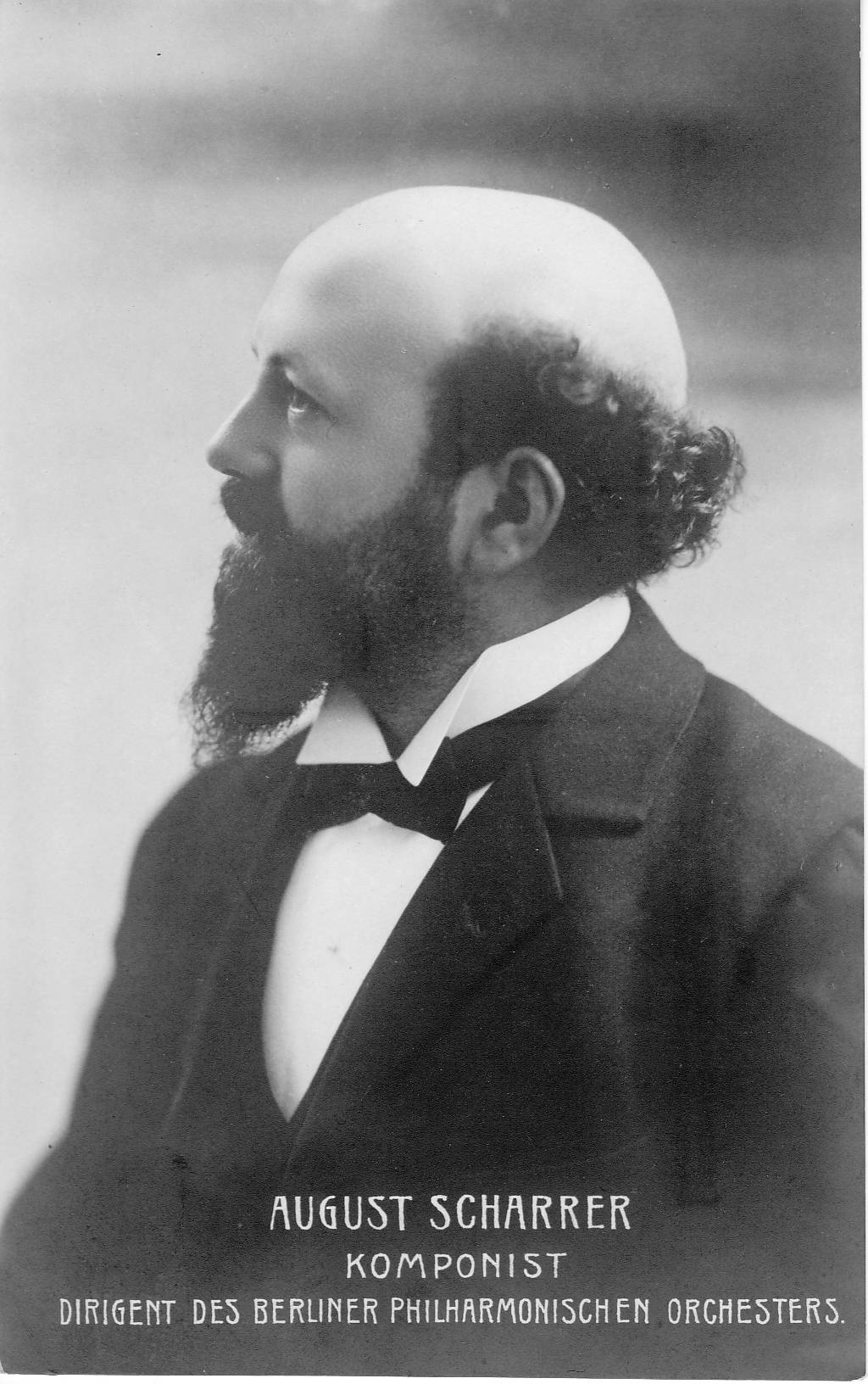
August Scharrer 1904

## Leben
Scharrer stammte aus einer Nürnberger Kaufmannsfamilie, war Urenkel des Gründers der ersten deutschen Eisenbahnlinie, Johannes Scharrer und Zeitgenosse von Gustav Mahler, Richard Strauss, Johannes Brahms und Anton Bruckner, mit denen er auch bekannt war und rege korrespondierte. Er war ab 1903 verheiratet mit Rosa Schlingloff und hatte die Kinder Walter (* 1903), Hermann (* 1906) und Hildegard (* 1910).
Scharrer studierte am Konservatorium Straßburg und an der Universität Berlin, an der auch erste Kompositionen entstanden. Er begann seine musikalische Laufbahn als Korrepetitor der Karlsruher Oper (1897–98), Kapellmeister in Regensburg (1898–1900) und zweiter Dirigent des Münchener Kaimorchesters (1900–04), bevor er von 1904 bis 1907 Dirigent der Berliner Philharmoniker war. In dieser Funktion leitete er u. a. am 22. Oktober 1904 den ersten Konzertauftritt einer schwarzen Pianistin in der Singakademie in Berlin  und die Erstaufführung der 5. Symphonie von Gustav Mahler in Scheveningen im Juni 1905. Danach war er Direktor des städtischen Konservatoriums in Strassburg, leitender Dirigent in Baden-Baden (1909–1914) und städtischer Kapellmeister und Dirigent des Lehrergesangvereins in Nürnberg (1914–1925).

## Werk
Vor und neben seiner Tätigkeit als Dirigent komponierte Scharrer zahlreiche Chor- und Orchesterstücke, unter anderem die D-moll-Symphonie "Per aspera ad astra"  und die Oper "Die Erlösung" (Opus 12), die am 21. November 1895 in Straßburg uraufgeführt wurde. 
Daneben setzte er zahlreiche Lieder von z. T. namhaften Dichtern, so z. B. von Heinrich Heine, Eduard Mörike und Hofmann von Fallersleben.